# Von Ridderhusen
von Ridderhusen var en svensk adlig ätt.
Äldsta kända stamfadern var Johan Larsson (1588-1648) i Norrköping som hade varit i Kronans tjänst i 29 år, först hos hertig Johan och senare som kansliskrivare hos Gustav II Adolf. Vid inrättningen av Sveriges Riddarhus 1625 blev han den första riddarhusetsekreteraren. 
Detta ämbete bedrev han så pass bra att han, trots att han inte var adlig själv, fick behålla sin tjänst fram till 1638 då en adlig efterträdare tillsattes i enlighet med 1626 års riddarhusordning. Då efterträdaren inte kunde tillträda återfick han sin tjänst och tack vare hans nit och redlighet samt höga beskyddare adlades han den 18 mars 1647 och introducerades dagen efter på nummer 376 med namnet von Ridderhusen. Hans nya namn är speciellt då det inte bara anspelar just på hans ämbete, som var anledningen till att han adlades, men också då det är det första nybildade namnet med prefixet von för en svensk utan tyskspråkig bakgrund. 
Adelskapet blev inte långt då han avled redan den 7 december året efter. I äktenskapet fick han bara dottern Margareta och därför utslocknade svärdssidan och ätten helt när han dog.

## Vapenbeskrivning
Skölden är fastställd som blå med ett hus eller en borg med tre torn i vit kvadersten med röda tak. Det är en ospecifikt byggnad och inte ett försök av en naturalistisk avbildning av riddarhuset. 
Enligt sköldebrevet ser man på hjälmen en en man med något mer än hälften beväpnad i naturlig färger. Mannen har en kaskett hjälm med röd plymasch på huvudet, dock är inte ansiktet täckt. Han håller i sin högra hand ett vitt kors upprätt och håller sin vänstra hand i sin sida. Mellan honom finns två öringvingar, den på dexter sidan är röd och den på sinister sidan är blå.